# 조엘 머리
조엘 머리(Joel Murray, 1963년 4월 17일 ~ )은 미국의 배우, 희극인이다. 《갓 블레스 아메리카》(2012)에 주연으로 출연하였다.

## 출연 작품

### 영화
- 스크루지 (1988) - 손님 역
- Elvis Stories (1989) - 쇼핑 엘비스 / 폴 역 (단편)
- 온리 유 (1992, Only You)
- 케이블 가이 (1996)
- 캘리포니아 여자 (1996)
- 손도끼 (2006)
- 손도끼 2 (2010)
- 아티스트 (2011)
- 갓 블레스 아메리카 (2012)
- 몬스터 대학교 (2013) - 애니메이션
- 블러드서킹 바스터즈 (2015)
- 고스트버스터즈 (2016)
- 내가 죽기 전에 가장 듣고 싶은 말 (2017) - 존 뮐러 역
- The Bill Murray Stories: Life Lessons Learned from a Mythical Man (2018) - 본인 (다큐멘터리)

### 텔레비전
- 블로섬 (1992)
- 못말리는 유모 (1997)
- 달마 앤 그렉 (1997-2002)
- 우주 전사 버즈 (2000) - 애니메이션
- 말콤네 좀 말려줘 (2003)
- 조안 오브 아카디아 (2004)
- 두 남자와 1/2 (2007-13)
- 매드맨 (2007-14)
- 크리미널 마인드 (2008)
- 콜드 케이스 (2008)
- 셰임리스 (2011)
- 크리미널 마인드: 워싱턴 D.C. (2011)
- 필라델피아는 언제나 맑음 (2012)
- 위기의 주부들 (2012)
- 마이크 앤 몰리 (2015-16)
- 레프트오버 (2015-17)
- 신들의 전쟁 (2017)
- 빅뱅 이론 (2017)
- 커브 유어 엔수지애즘 (2017)
- 그레이 아나토미 (2018)